# Russell Offices

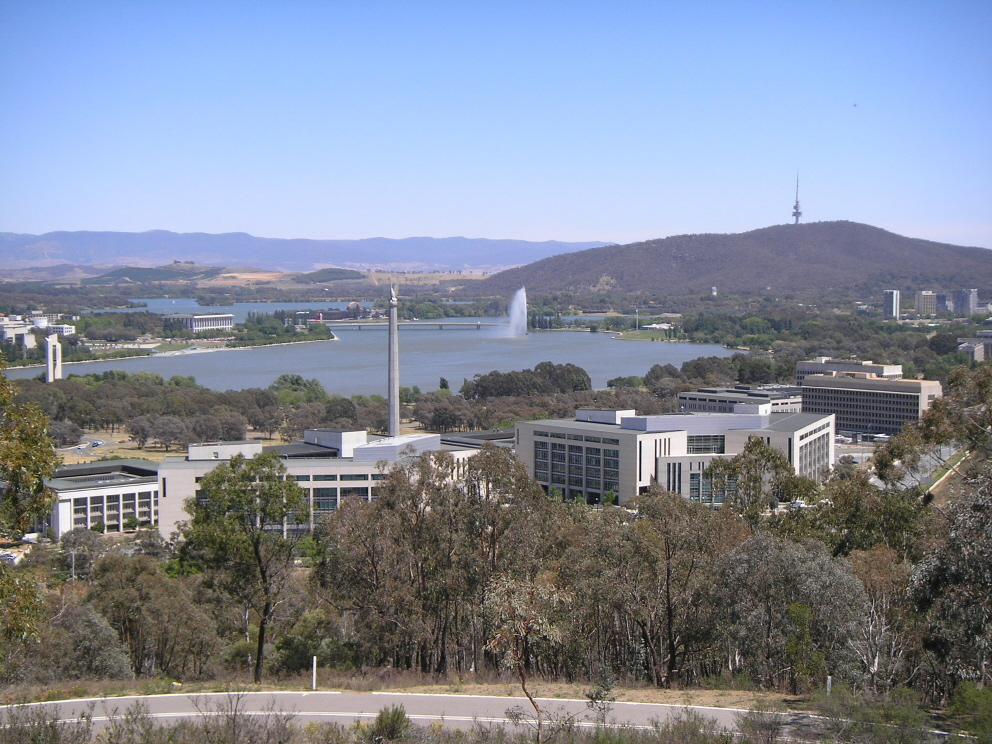
Die Russell Offices vom Mount Pleasant aus gesehen. Der See dahinter ist der Lake Burley Griffin. Rechts im Hintergrund der Black Mountain Tower.

Die Russell Offices sind ein Komplex von Bürogebäuden im Vorort Russell der australischen Hauptstadt Canberra.
In ihnen sind Teile des australischen Verteidigungsministeriums, das Hauptquartier der australischen Verteidigungsstreitkräfte, der Verwaltungssitz der australischen Luftwaffe und weitere militärische Dienststellen untergebracht.